# Ingo Weiss (Sportfunktionär)

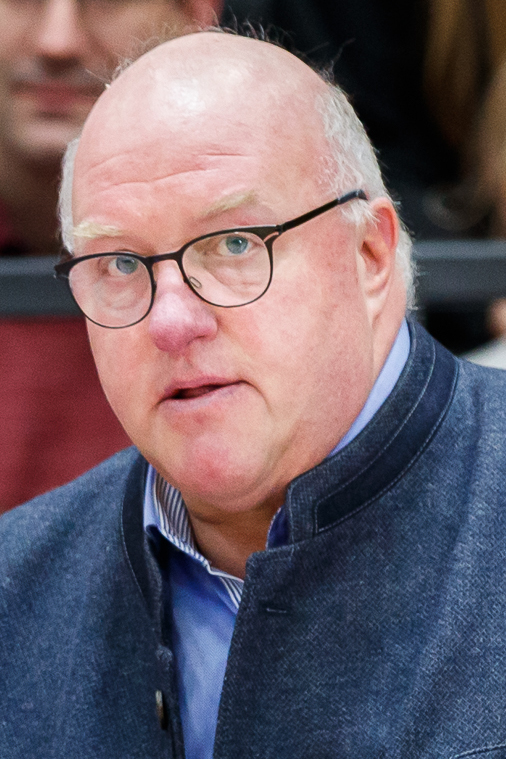
Weiss (2022)

Ingo-Rolf Weiss (* 12. Oktober 1963 in Münster) ist ein deutscher Sportfunktionär und seit 2006 Präsident des Deutschen Basketball Bundes. Von 2002 bis 2016 war er Vorsitzender der Deutschen Sportjugend (dsj).

## Leben
Schon im Jugendalter war Ingo Weiss 1978 in verschiedenen Funktion für den UBC Münster tätig; unter anderem als Pressewart, Schiedsrichter und Trainer. Seit 2000 ist er Mitglied des Verwaltungsrates des UBC Münster.
Im Westdeutschen Basketball-Verband war Weiß ab 1987 bis 1994 Fachwart für Jugend- und Schulsport, im Vorfeld und während der Basketball-Weltmeisterschaft der Damen 1998 war er im Rahmen des Organisationskomitees leitend für den Spielort Münster zuständig.
Er studierte Betriebswirtschaftslehre an der Fachhochschule Münster und ist seit 1993 bei der Westfälischen Wilhelms-Universität Münster angestellt, inzwischen als Leiter der Abteilung Sporttouren des Hochschulsports.
Ab 2002 war er Vorsitzender der Deutschen Sportjugend (dsj) und blieb bis 2016 im Amt.
Beim Bundestag des Deutschen Basketball Bundes 2006 wurde er zum siebten DBB-Präsidenten gewählt und 2010 in Bad Kreuznach sowie 2014 in Dresden für je weitere vier Jahre bestätigt.
Beim Gründungsfestakt der Deutschen Olympischen Akademie Willi Daume im Mai 2007 wurde Weiss Mitglied des Vorstandes der Organisation. Mit dem Ausscheiden aus dem Amt des Vorsitzenden der Deutschen Sportjugend endete auch seine Amtszeit im Akademievorstand.
2010 wurde er zudem Vizepräsident und Vorstandsmitglied bei FIBA Europa. Bereits ab 2002 war er Mitglied des Welt- und Europaausschusses Jugend der FIBA und ab 2006 dessen Vorsitzender. Im August 2014 wurde Weiss für vier Jahre zum Schatzmeister des Basketballweltverbandes FIBA gewählt.
Der Westdeutsche Basketball-Verband verlieh Weiss für dessen langjährige Tätigkeit im Verband im April 2016 die Goldene Ehrennadel des WBV. Im Dezember 2016 wurde Weiss zum DOSB-Ehrenmitglied gewählt.
Im Juni 2018 bestätigte der DBB-Bundestag Weiss abermals im Amt des Vorsitzenden des Deutschen Basketball Bundes.
Im November 2018 wurde er ins Amt des Sprechers der Konferenz der Spitzensportverbände gewählt und trat damit einen Posten an, der in Leistungssportfragen als Bindeglied zwischen dem Deutschen Olympischen Sportbund und den Spitzensportverbänden fungiert.
Im Januar 2020 wurde Weiss mit dem Verdienstkreuz am Bande des Verdienstordens der Bundesrepublik Deutschland (Bundesverdienstkreuz) ausgezeichnet.